# Клегхорн, Джордж
Джордж Клегхорн (англ. George Cleghorn; 1716—1789) — британский врач, профессор Дублинского университета.
13 лет провёл на острове Менорка, изучая местные эпидемические болезни, результаты чего опубликованы в его книге «Observations on the epidemical diseases in Minorca from the year 1744 on 1749» (Лондон, 1751; немецкий перевод, Гота, 1776). В этой книге, помимо прочего, содержались сведения об опыте лечения малярии хинином, который благодаря деятельности Клегхорна стал широко использоваться и в Британии. Вместе со своим другом Джоном Фозергиллом он основал Эдинбургское королевское медицинское общество.